# Raul José De Belém
Raul José De Belém (Araguari, 9 de dezembro de 1981), é um político brasileiro, filiado ao Cidadania. Nas eleições de 2022, foi eleito deputado estadual por MG.
Em 2008, foi eleito para seu primeiro cargo eletivo, assumindo uma vaga na câmara municipal de sua cidade natal, Araguari, no triângulo mineiro.
Nas eleições municipais de 2012, foi eleito prefeito no 1° turno, com 50,12% dos votos válidos.
É filho do Deputado Constituinte Raul Belém. 

## Desempenho eleitoral
| Ano  | Cargo             | Partido   | Coligação/Federação | % de votos | Número de Votos | Resultado  | Referências |
| ---- | ----------------- | --------- | --- | ---------- | --------------- | ---------- | ----------- |
| 2004 | Prefeito          | PMDB      | RENOVAR ARAGUARI COM JUVENTUDE E AÇÃO (PMDB)                                                                            | 3,05%      | 1.947           | Não Eleito |             |
| 2008 | Vereador          | PV        | Partido Isolado | 0,31%      | 2.100           | Eleito     |             |
| 2010 | Deputado Federal  | PV        | Partido Isolado | 0,49%      | 45.651          | Não Eleito | [ 4 ]       |
| 2012 | Prefeito          | PP        | ARAGUARÍ MERECE MAIS (PRB / PP / PDT / PPS / PSDC / DEM / PRTB / PHS / PMN / PSB / PV / PRP / PTdoB / PPL / PSDB / PTN) | 50,12%     | 32.396          | Eleito     | [ 5 ]       |
| 2016 | Prefeito          | PP        | JUNTOS POR ARAGUAÍ (PP / PTB / PSL / REDE / PTN / PR / DEM / PSDC / PHS / PTC / PV / PRP / PSDB)                        | 43,98%     | 28.527          | Não Eleito | [ 6 ]       |
| 2022 | Deputado Estadual | Cidadania | Federação PSDB Cidadania                                                                                                | 0,69%      | 76.329          | Eleito     | [ 7 ]       |